# Voormalig laboratorium voor de afdeling Werktuig- en Scheepsbouwkunde
Het voormalige laboratorium voor de afdeling Werktuig- en Scheepsbouwkunde bevindt zich aan de Ezelsveldlaan 61 in de stad Delft, in de Nederlandse provincie Zuid-Holland. Het laboratorium werd in de periode 1905-1911 gebouwd in de stijl van de vroege Neo-Hollandsche Renaissance naar ontwerp van Rijksbouwmeester J.A.W. Vrijman. Het gebouw, met schoorsteen en dienstwoning, is een rijksmonument.
Tot in maart 2008 was in het gebouw het Techniek Museum Delft gevestigd, dat inmiddels is opgegaan in het Science Centre Delft. Tegenwoordig is er in het gebouw een architectenbureau gevestigd.